# Supercoupe de Belgique de football 2025

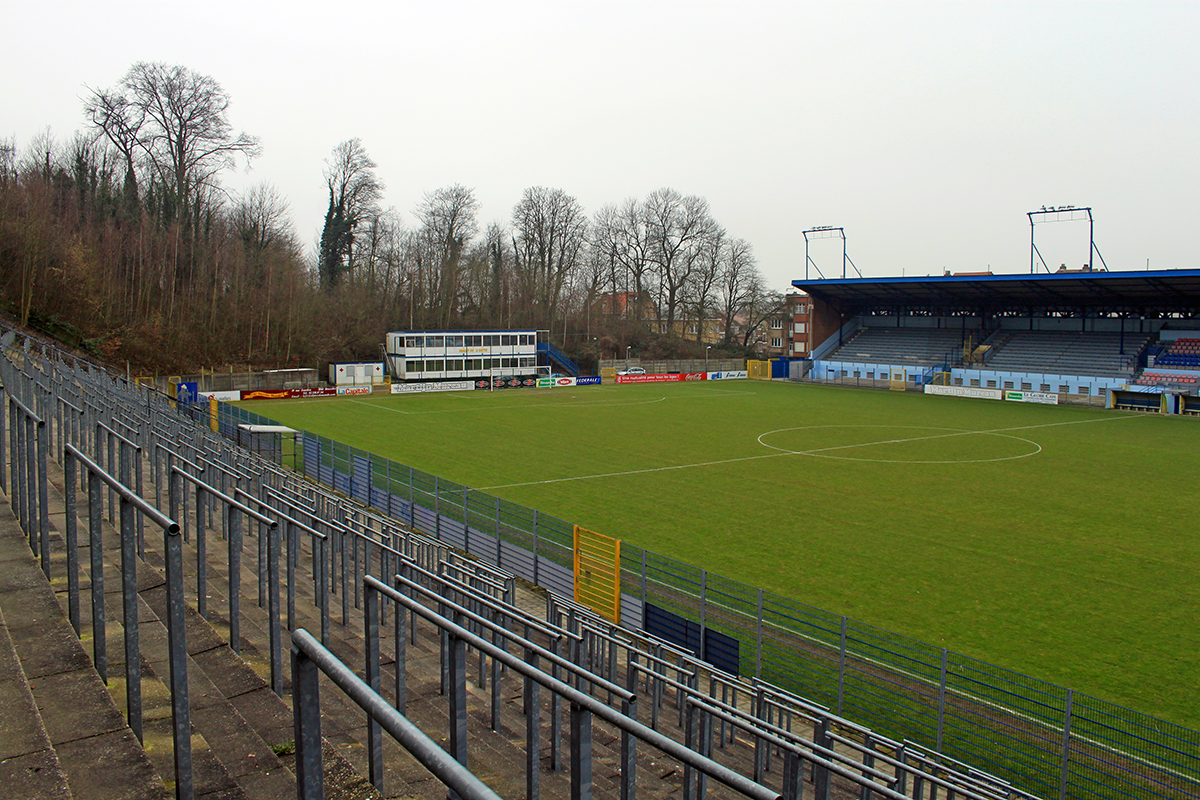

La Supercoupe de Belgique 2025 est un match de football qui a lieu le 20 juillet 2025 entre la Royale Union saint-gilloise, le vainqueur du Championnat de Belgique de football 2024-2025, et le Club Bruges, le vainqueur de la Coupe de Belgique de football 2024-2025. Il s'agit de la 45e édition de cette compétition.
Ce match met en présence les mêmes équipes que lors de la Supercoupe 2024. Le Club Bruges, club le plus titré de la compétition, remporte le trophée pour la 18e fois en s'imposant sur le score de 2 buts à 1.

## Match

### Détails
| 20 juillet 2025 | Royale Union saint-gilloise | 1-2   | Club Bruges                                     | Stade Joseph Marien, Forest |                             |
| 18h30 (UTC+2)   | Franjo Ivanović 15e         | (1-2) | 31e (pen.) Christos Tzolis · 45+1e Hans Vanaken | Arbitrage : Lawrence Visser | Arbitrage : Lawrence Visser |